# Scud Rock
Der Scud Rock (von englisch scud ‚Böe, Windstoß‘) ist ein isolierter Klippenfelsen zwischen den Joinville-Inseln und den Danger-Inseln vor der Nordspitze der Antarktischen Halbinsel. Er ragt 6 km südlich des Moody Point der Joinville-Insel aus dem Weddell-Meer auf.
Wissenschaftler des Falkland Islands Dependencies Survey nahmen 1953 eine grobe Kartierung vor. Das UK Antarctic Place-Names Committee benannte ihn 1957 nach der hier vorherrschenden Windverhältnissen.